# 悪魔のビンゴカード
『悪魔のビンゴカード』（原題：Bingo Hell）は、2021年にアメリカで公開されたホラー・スリラー映画で、ジジ・サウル・ゲレーロがシェーン・マッケンジー、ペリー・ブラックシアーと共同で脚本を執筆し、監督を務めた。本作は、アンソロジーシリーズ「Welcome to the Blumhouse」の第5作目にあたる。出演は、L・スコット・コールドウェル、アドリアナ・バラッザ、ジョシュア・ケイレブ・ジョンソンら。
本作は2021年9月24日にファンタスティックフェストでプレミア上映された。本作は、2021年10月1日にAmazonスタジオから米国で公開された。

## あらすじ
老女ルピタは、オーク・スプリングスという郊外の町に住んでいた。他の住民たちが町から去っていく中、彼女は地元への愛からなかなか土地を売ろうとはしなかった。ある日、彼女は町に新しくできたビンゴホールを訪れ、オーナーのミスター・ビッグと出会う。ビンゴの目玉である高額賞金目当てに参加した住民たちが惨殺される中、ルピタはミスター・ビッグと対峙する。

## キャスト
※括弧内は日本語吹替。
- ドロレス︰L・スコット・コールドウェル（英語版）[2]（片岡富枝）
- ルピタ：アドリアナ・バラッザ[2]（小宮和枝）
- ラケル︰ジョシュア・ケイレブ・ジョンソン（英語版）[2]（園崎未恵）
- ミスター・ビッグ︰リチャード・ブレイク[2]（木下浩之）
- モリス：クレイトン・ランディ（英語版）[2]
- エリック：ジョナサン・メディナ[2]
- ヨランダ：バーティラ・ダマス（英語版）[2]
- クラレンス：グローヴァー・コールソン[2]
- ラケル：ケリー・マーター[2]
- マリオ：デヴィッド・ジェンセン[2]

## 製作
撮影は2021年2月11日にルイジアナ州ニューオーリンズで開始された。

## 評価
ライターの吉野潤子は、日本の雑誌「DIME」に寄せた記事の中でルピタのキャラクター性について説明しており、前半ではルピタのネガティブな面が強調されているとしつつも、愛する街を外敵から守るために戦う彼女の勇敢さはヤンキー映画にも通ずるとしている。